# Mistrzostwa Wspólnoty Narodów w Zapasach 1995
VI Mistrzostwa wspólnoty narodów w zapasach w rozgrywane były w australijskim Melbourne w 1995 roku.

## Tabela medalowa
Gospodarz zawodów został zaznaczony kolorem.
| Poz.    | Państwo       |    |    |   | Łącznie |
| 1       | Indie         | 8  | 2  | 0 | 10      |
| 2       | Australia     | 4  | 5  | 2 | 11      |
| 3       | Nowa Zelandia | 0  | 3  | 1 | 4       |
| 4       | Anglia        | 0  | 1  | 3 | 4       |
| 5       | Samoa         | 0  | 1  | 0 | 1       |
| 6       | Cypr          | 0  | 0  | 1 | 1       |
| Łącznie | Łącznie       | 12 | 12 | 7 | 31      |

## Rezultaty

### Mężczyźni

#### Styl wolny
| Konkurencja         | Złoto            | Srebro                 | Brąz               |
| Kategoria do 48 kg  | Jal Bhagwan      | Michael Kapauts        | ----               |
| Kategoria do 52 kg  | Narinder Singh   | David McBeth           | Greg Fitzgerald    |
| Kategoria do 57 kg  | Ashok Kumar Garg | Cory O’Brien           | Adam Toole         |
| Kategoria do 62 kg  | Mukesh Kumar     | Musa Ilhan             | Marinos Kouttoupis |
| Kategoria do 68 kg  | Karamuir Singh   | Peter Kennedy          | Russell Mirny      |
| Kategoria do 74 kg  | Reinold Ozoline  | Virender Singh         | Nicholas Astrella  |
| Kategoria do 82 kg  | Cris Brown       | Randhir Singh          | Shaun Morley       |
| Kategoria do 90 kg  | Sanjay Kumar     | Bob Renney             | Darren Maironis    |
| Kategoria do 100 kg | Subhash Verma    | Mushtaq Rasem Abdullah | ----               |
| Kategoria do 130 kg | Krishan Kumar    | Lautaimi Sofai         | ----               |

### Kobiety

#### Styl wolny
| Konkurencja        | Złoto          | Srebro         | Brąz |
| Kategoria do 50 kg | Lila Ristevska | Sian Law       | ---- |
| Kategoria do 61 kg | Celia Derham   | Desiree Craike | ---- |

- Zawodniczki Australii: Lyn Maher (47 kg), Jodi Maree (53 kg), Emma Kirk (57 kg) i Wendy Munro (70 kg) były jedynymi zgłoszonymi w swojej kategorii i nie zostały uwzględnione w tabeli jako złote medalistki.